# The Colored American Winning His Suit
The Colored American Winning His Suit er en amerikansk stumfilm fra 1916 af W. S. Smith.

## Medvirkende
- Thomas M. Mosley som Bob Winall.
- Ida Askins som Alma Elton.
- Florence Snead som Bessie Winall.
- Marshall Davies som Jim Sample.
- F. King som Mr. Hinderus.